# Diocèse de l'Allier
Cet article court présente un sujet plus développé dans : Diocèse de Moulins.

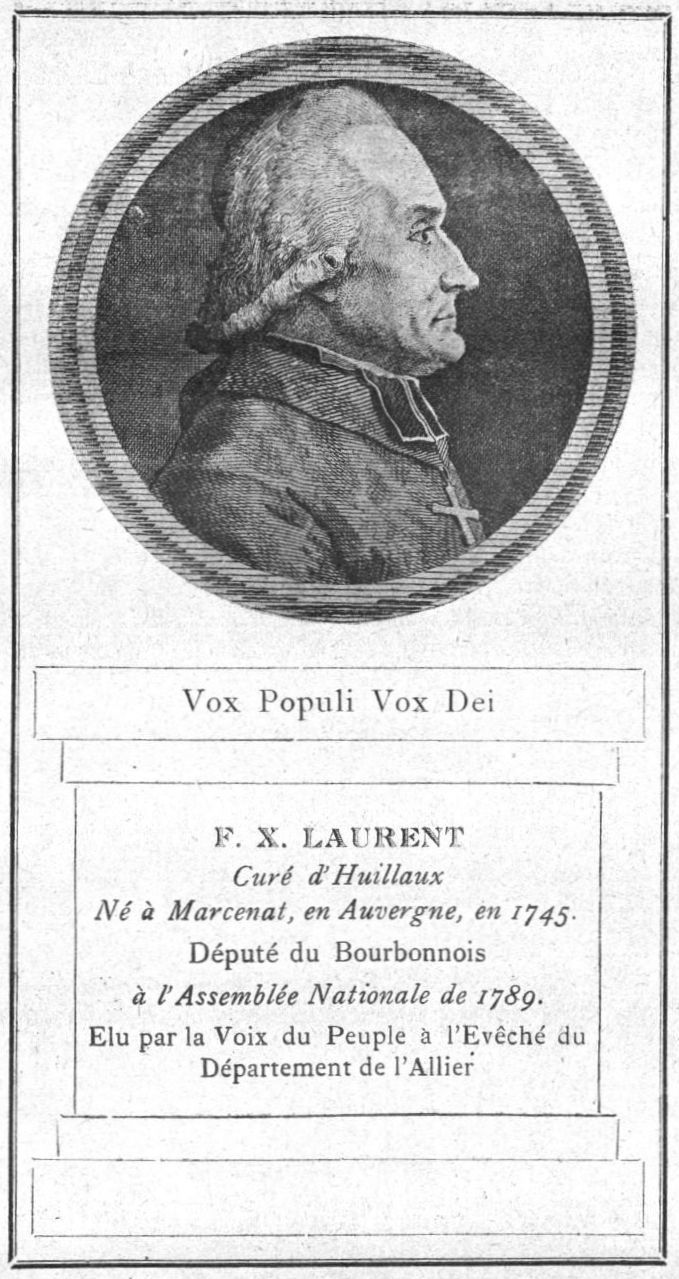
François-Xavier Laurent.

Le diocèse de l'Allier ou, en forme longue, le diocèse du département de l'Allier est un ancien diocèse de l'Église constitutionnelle en France.
Créé par la constitution civile du clergé de 1790, il est supprimé à la suite du concordat de 1801. Il couvrait le département de l'Allier. Le siège épiscopal était Moulins.

## Évêques
Le premier évêque constitutionnel de l'Allier est François-Xavier Laurent (1744-1821), curé d'Huillaux, près du Donjon. Sacré à Paris le 6 mars 1791 par Jean-Baptiste Gobel, évêque constitutionnel de la Seine, il démissionne le 15 novembre 1793.
Il eut pour successeur Antoine Buteaux-Dupoux, ancien curé d'Yzeure.